# Yoda Wewa
Yoda Wewa fou una reserva d'aigua construïda pel rei Gamani de Sri Lanka o el seu successor Sadda Tissa.
L'embassament tenia un km de llarg o uns 4,5 metres d'alt. La profunditat de l'aigua era de 2 a 3 metres i la superfície era d'unes 500 hectàrees i la capacitat d'uns deu milions de metres cúbics. Rebia l'aigua dels rierols que venien de les muntanyes rocoses properes un d'uns 7 km i l'altre de prop de 10 km, però l seva principal alimentació era la sortida d'aigua sobrant del Tissa Wewa procedent del Kirinda Oya.
L'obra fou restaurada sota domini britànic per servir als pagesos de la zona.